# トランスヴァール州
トランスヴァール州（トランスヴァールしゅう、英語: Province of the Transvaal, アフリカーンス語: Provinsie Transvaal）は、南アフリカ共和国（1960年までは南アフリカ連邦）に1910年から1994年まで存在していた州。州都はプレトリア。1910年の南アフリカ連邦成立の際に、それまでのトランスヴァール植民地から改組し成立した。
1994年にプレトリア・ウィットウォーターズランド・ブレーニギング州(1995年にハウテン州に改称)、東トランスヴァール州(現在のムプマランガ州)、北トランスヴァール州(現在のリンポポ州)、北西州の一部に4分割再編された 。